# Budeni, Suceava
Budeni este un sat ce aparține orașului Dolhasca din județul Suceava, Moldova, România.
 Acest articol despre o localitate din județul Suceava este deocamdată un ciot. Puteți ajuta Wikipedia prin completarea lui.